# Bologna Calcio Femminile
ASD Bologna Calcio Femminile – włoski klub piłki nożnej kobiet, mający siedzibę w mieście Bolonia, na północy kraju.

## Historia
Chronologia nazw:
- 1966: Bologna Calcio Femminile
- 1971: Cebora Bologna C.F.
- 1974: Polisportiva Bologna Eurovox
- 1975: Bologna C.F.
- 1976: Eurokalor Bologna C.F.
- 1983: CO.FE.P. CILMAS Bologna C.F.
- 1985: A.C.F. Bazzano Prinz Brau
- 1986: A.C.F. Bazzano
- 1987: Bologna C.F.
- 1993: Standa Bologna C.F.
- 1994: Bologna C.F.
- 2007: A.S.D. Bologna C.F.

Klub piłkarski Bologna Calcio Femminile został założony w mieście Bolonia w 1966 roku. W 1968 klub przyłączył się do U.I.S.P. i wygrał historyczne pierwsze mistrzostwo federacji. W 1969 zespół zdobył swój drugi tytuł mistrzowski. W 1971 pozyskał sponsora firmę Cebora, dlatego dodał do nazwy klubu jego nazwę. Po zakończeniu sezonu 1973 zmienił nazwę na Polisportiva Bologna Eurovox. W sezonie 1975 występował jako Bologna C.F., a potem zmienił nazwę na Eurokalor Bologna C.F. W 1979 zrezygnował z Serie A i startował w mistrzostwach regionalnych Serie C Emiliana. W 1980 klub zawiesił działalność.
W 1983 klub został reaktywowany jako CO.FE.P. CILMAS Bologna C.F. W 1984 debiutował w Serie B, a potem nazywał się A.C.F. Bazzano Prinz Brau, A.C.F. Bazzano i Bologna C.F. Po zakończeniu sezonu 1988/89 spadł do Serie C Regionale, ale po roku wrócił do Serie B. W sezonie 1991/92 zajął drugie miejsce w grupie A i zdobył awans do Serie A. W sezonie 1993/94 z nazwą Standa Bologna C.F. zajął na 7.pozycji, ale zrezygnował z gry w najwyższej klasie i sezon 1994/95 rozpoczął w Serie C Regionale. W 1996 zdobył promocję do Serie B, a w 1998 wrócił do Serie A. W 2000 znów zrezygnował z występów na najwyższym poziomsie i sezon 2000/01 rozpoczął w Serie C Emilia-Romagna. W 2004 na rok wrócił do Serie B. Sezon 2006/07 zakończył na pierwszej lokacie, ale zrezygnował z Serie B. W 2007 roku klub przyjął obecną nazwę A.S.D. Bologna C.F. W sezonie 2014/15 znów był pierwszy w tabeli ligowej i tym razem wrócił do Serie B.

## Sukcesy

### Trofea międzynarodowe
Nie uczestniczył w rozgrywkach europejskich (stan na 01-01-2017).

### Trofea krajowe
- Serie A (I poziom):
  - mistrz (2): 1968 (UISP), 1969 (UISP)

- Serie B (II poziom):
  - mistrz (1): 1997/98 (grupa B)
  - wicemistrz (2): 1985 (grupa B), 1991/92 (grupa A)
  - 3.miejsce (1): 1996/97 (grupa B)

## Stadion
Klub rozgrywa swoje mecze domowe na stadionie Campo Sportivo Cavina w Bolonii, który może pomieścić 2000 widzów.